# Schlossberg (Uri)
Der Schlossberg ist ein 3133 m ü. M. hoher Berg in den Urner Alpen. Seine rund 800 Meter hohe Westwand gehört mit Routen des 7. und 8. Schwierigkeitsgrades zu den schwierigsten Klettergebieten der Schweiz.

## Lage
Der Schlossberg hat zwei Gipfel. Der östliche wird Vorder Schloss (2931 m ü. M.), der westliche, etwas höhere Hinter Schloss (3133 m ü. M.) genannt, wobei letzterem der höchste Punkt der Westwand mit 2953 m ü. M. westlich vorgelagert ist. Der Schlossberg gehört zu dem Hochgebirgsrücken, der die Wasserscheide zwischen dem Tal der Engelberger Aa und der Urner Reuss bildet. Nördlich des Schlossberges durchfliesst die Engelberger Aa den weiten Kessel der Blackenalp, die im Sommer als Viehweide dient.
Knapp zwei Kilometer in südlicher Richtung befindet sich das 3198 m hohe Gross Spannort.
Auf der Ostseite liegt das Erstfeldertal mit dem Alpbach.

## Geologie
Das Gipfelmassiv des Schlossberges besteht aus Kalkstein der Quinten-Formation.

## Geschichte
Der Schlossberg wurde zuerst 1863 von Eugen Infanger und Eduard Cattani von der Blackenalp aus bestiegen. Im Jahre 1905 wurde versucht, mit Hilfe von Eisenstiften im Süden, von der Schlossberglücke her, über die dort 120 m hohe Wand einen Klettersteig einzurichten. Dieser Steig fand jedoch keinen grossen Zuspruch.
Die extrem schwierige Westwand wurde erst 1971 von Kurt Grüter und Gerry Egloff binnen 12 Tagen erklettert. 1975 schafften Ivor Ganahl und Toni Holdener dieselbe Wand in 1½ Tagen, 1981 schliesslich erkletterte sie Ueli Bühler binnen zwei Tagen im Alleingang.

## Galerie

Luftbild (1935) von Schlossberg (links) und Spannort (rechts), annotiert
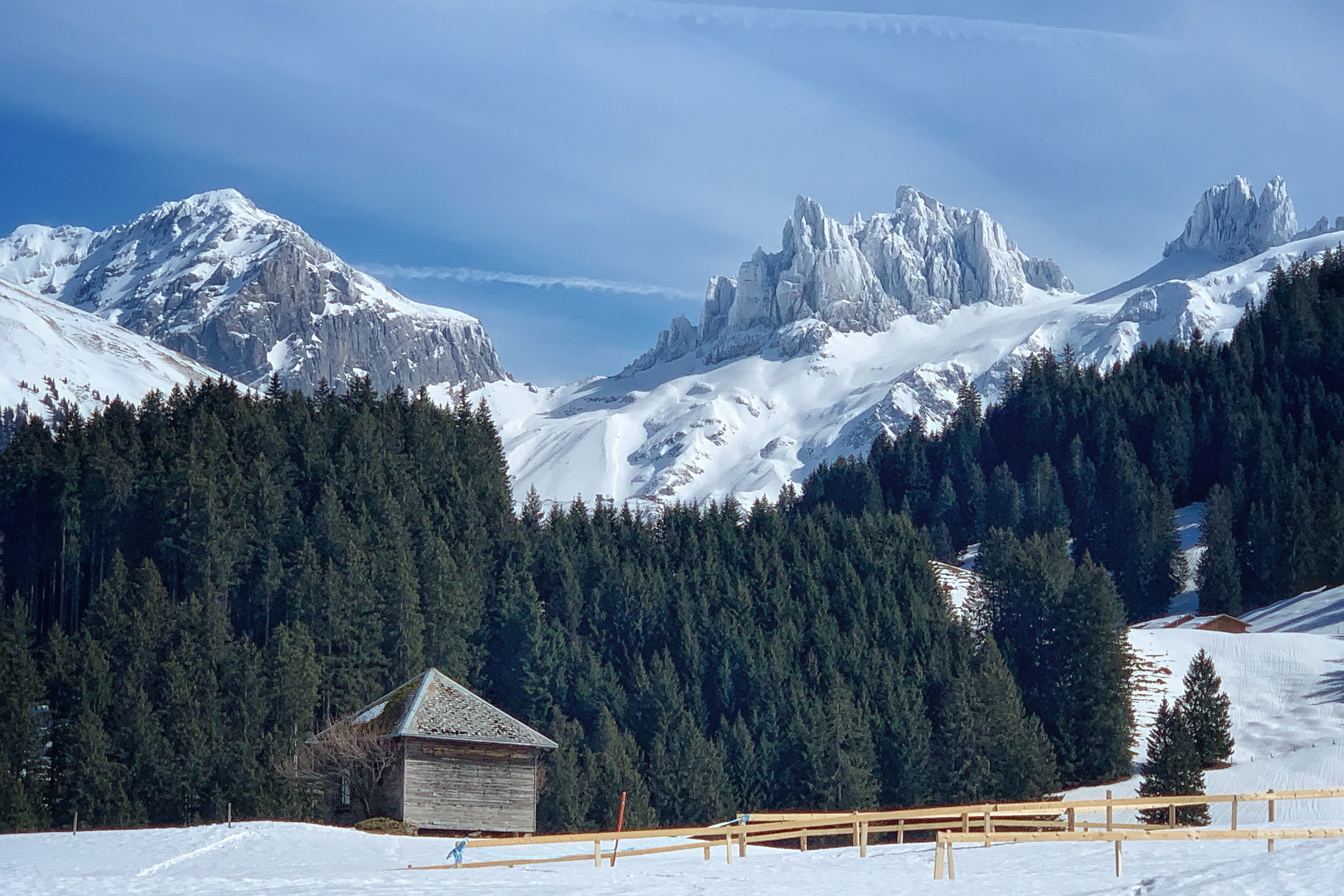
Schlossberg (links) und Spannort (rechts) von Westen (Gerschnialp)
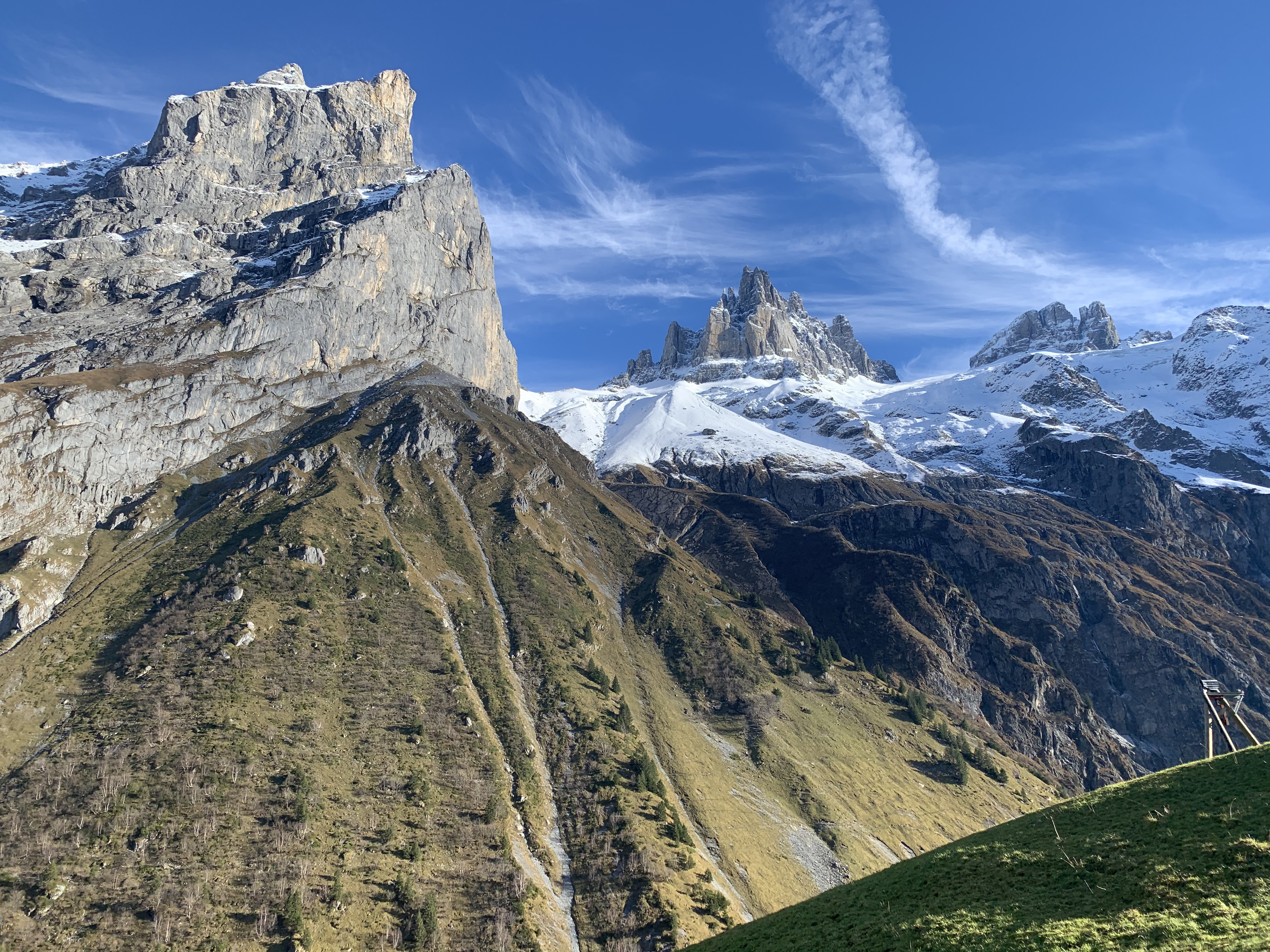
Schlossberg-Westwand (links) und Spannort (rechts) von Westen